# オンブバッタ
オンブバッタ（負飛蝗）（学名 : Atractomorpha lata）は、バッタ目（直翅目）・オンブバッタ科に分類されるバッタの一種。和名通り、メスの背にオスが乗っている姿で知られる。また、もっともよく見られるバッタ。

## 特徴
成虫の体長はオス20 - 25mm、メス40 - 42mmで、バッタとしては小型の部類に入る。メスの方が大きく、体つきもずんぐりしている。
頭部はショウリョウバッタのように前方に尖り、先端付近に触角と複眼が並んでつく。体の断面は三角形に近く、複眼・前胸部・後脚腿節にかけての白い線で背面と腹面が分かれる。
成虫の翅は前後とも先端が尖る。また、前翅の陰に隠れた後翅は透明だが、基部が黄色みを帯びる。翅は長いが飛ぶことはなく、後脚での跳躍や歩行によって移動する。飛翔可能な長翅型が現れることもあり、灯火に良く集まっている。
体色は緑色と褐色の二通りがあるが、褐色系ではたまにピンク色に近い個体も見かけられる。また、地域によっては半数近くが褐色になる。体表は側面の白線以外ほぼ同一色で、特に目立つ模様はない。

## 生態
日本全土（北海道～南西諸島）・朝鮮半島・中国・台湾まで、離島を含む東アジアに広く分布する。九州以北では、翅がない幼虫が5月頃から出現し、成虫へは8月-11月頃に成長する。
バッタ類の多くは日当たりのよい草原に生息し、イネ科やカヤツリグサ科の植物を食べるが、オンブバッタはクズ、カナムグラ、カラムシなど葉の広い植物を食べる。このため草原に加えてこれらの植物が多い半日陰の林縁も生息域となり、同様の食性をもつツチイナゴと同所的に見られることも多い。また他のバッタ類が全くいないような都市部でも、緑地帯、空き地、庭園、花壇、家庭菜園などに生息する。このような環境では花卉や野菜の葉を食べて害を与えることもある。
オンブバッタの成虫では、メスの背中にオスが乗る姿がよく観察される。この状態はバッタ類の交尾の際に観察されるが、他のバッタ類が速やかに離れるのに対し、オンブバッタは交尾時以外でもオスがメスの背中に乗り続けるため、「おんぶ」状態がよく観察される。単独行動中のオスがメスを奪おうとしておんぶしているオスと喧嘩になることもある。

## 食害
晩春から秋にかけて（5 - 10月ごろ）、キャベツ、ブロッコリー、ハクサイ、カブ、ダイコン、オクラ、サトイモ、モロヘイヤなどの野菜の害虫になる。主に幼虫が葉に穴を開けるように食害するが、被害が大きくなるようなことは少ない。また、メスの上にのっているオスはほとんど食害しない。
園芸植物では特にキク科、シソ科、ヒユ科、タデ科、ナス科、ヒルガオ科が良く狙われる。何故かマメ科植物の優先度は下がる（全く食べなくなるわけではない）。
周囲の雑草に生息しているので、除草することで予防策になる。

## ギャラリー

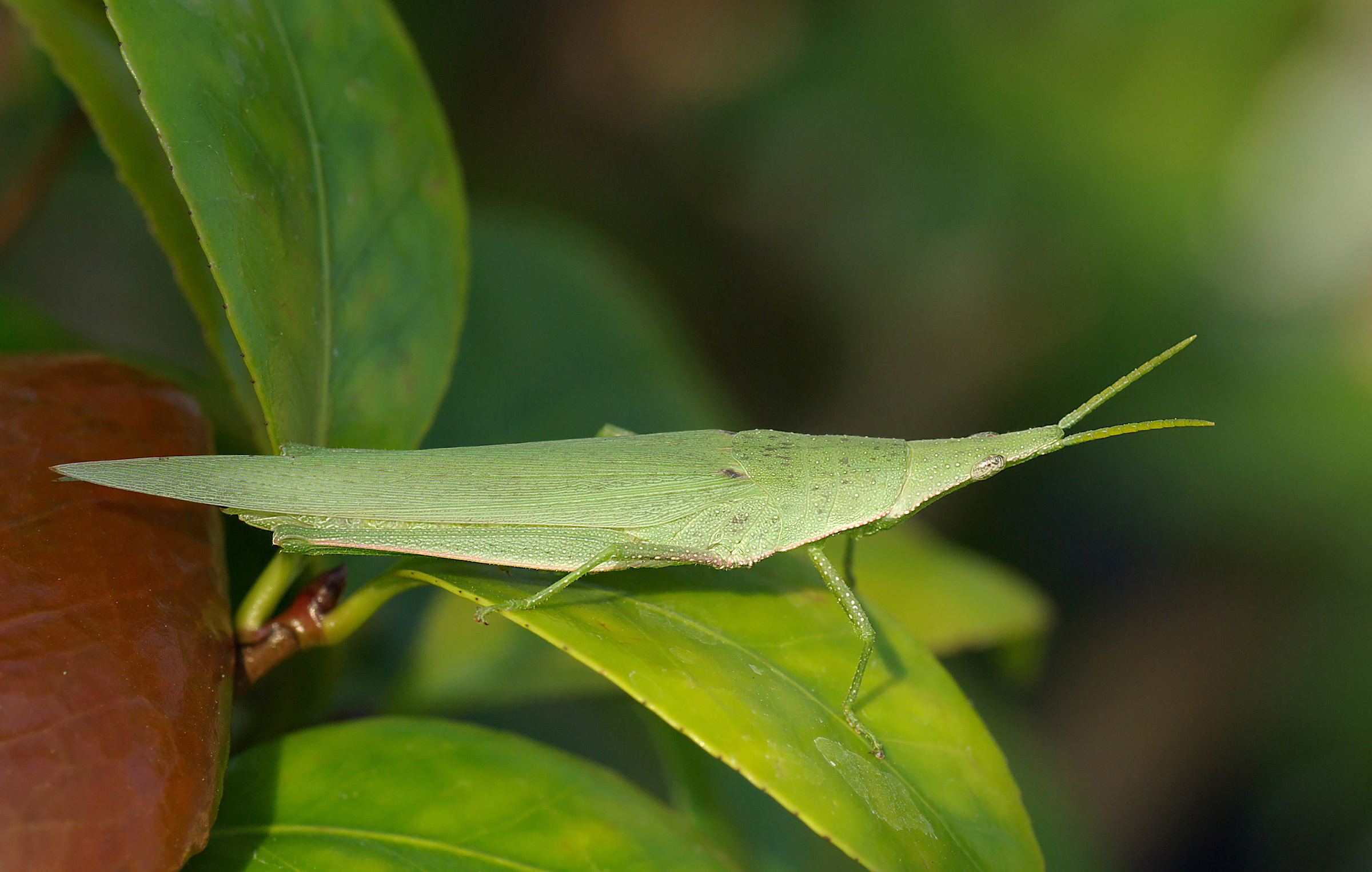

## 近縁種
アカハネオンブバッタ A. sinensis Bolivar,1905
在来種のオンブバッタとは異なり後翅が濃い赤色をしている。日本ではトカラ列島・中之島以南の南西諸島に分布する。ロサンゼルスにも生息。